# Antolín Sánchez Presedo
Antolín Sánchez Presedo (Betanzos, la Corunya, 5 d'abril de 1955) és un polític de Galícia, membre del PSdeG-PSOE, i diputat al Parlament Europeu.
Llicenciat en Dret per la Universitat de Santiago de Compostel·la, i Màster en Dret de la Unió Europea per la Universitat Carles III de Madrid. Va ser diputat al Parlament de Galícia des de la primera a la quarta legislatura autonòmica (1981-1997), i regidor de la seva ciutat natal des de 1979 fins que, en 1983, obté l'ajuntament de Betanzos en guanyar les eleccions municipals per majoria absoluta. En 1985 va ser nomenat Secretari General del PSdeG-PSOE en substitució de Paco Vázquez, motiu pel qual abandona l'ajuntament de Betanzos para preparar les eleccions autonòmiques que se celebrarien al novembre del mateix any. A pesar d'aconseguir un augment d'escons respecte a la legislatura anterior (passant de 16 a 22), no aconsegueix formar govern, pel que abandona la secretaria general. No obstant això, en 1987, i a causa de la moció de censura presentada contra el govern del Partit Popular presidit per Xerardo Fernández Albor (que triomfaria gràcies al vot del trànsfuga Xosé Luís Barreiro), el PSdeG-PSOE va aconseguir el poder, formant un govern tripartit amb Coalició Gallega i el Partit Nacionalista Gallec, liderat per Fernando González Laxe. Sánchez Presedo va ser nomenat Conseller d'Ordenació del Territori i Obres Públiques d'aquest govern, mantenint el càrrec fins a la victòria del Partit Popular en les eleccions autonòmiques de 1989.
En 1993 va ser candidat a la presidència de la Xunta de Galícia pel PSdeG-PSOE. La contundent derrota electoral (el PSdeG-PSOE va obtenir 19 diputats) va precipitar la seva sortida com a Secretari General del partit, situació que aprofitaria per a estudiar el citat màster i dedicar-se posteriorment a l'exercici de l'advocacia. En 2004 va tornar a la política, sent elegit diputat al Parlament Europeu, càrrec que ostenta en l'actualitat.